# Walk This Way
«Walk This Way» (с англ. — «Иди этой дорогой») — песня американской рок-группы Aerosmith из альбома Toys in the Attic. Песня была написана Стивеном Тайлером и Джо Перри в 1975 году. Она достигла 10 строчки в Billboard Hot 100 в начале 1977, и стала одним из череды успешных синглов группы в 70-х годах. Песня помогла группе вернуться к активным выступлениям в 80-х, после того как Run-D.M.C. в 1986 году записали совместно с Aerosmith кавер-версию для альбома Raising Hell. Этот кавер был записан на стыке рока и хип-хопа и тем самым был создан новый поджанр рэп-рок. Британский журнал New Musical Express включил совместную версию в свой список «500 величайших песен всех времён», разместив её в нём на 258-й позиции.

## Версия Sugababes vs. Girls Aloud
«Walk This Way» (с англ. — «Иди сюда») — кавер на песню группы Aerosmith, пятнадцатый сингл британской поп-группы Girls Aloud, записанный совместно с группой Sugababes. Сингл был выпущен в поддержку благотворительной организации Comic Relief.

### Список композиций

#### CD Single
1. Walk This Way — 2:52

2. Walk This Way [Yoad Mix] — 3:01

3. Walk This Way [video]

4. Behind the Scenes Footage [video]

#### Музыкальное видео
Клип был снят в течение трёх дней; в первый — Sugababes, Шерил Коул, Никола Робертс, и Кимберли Уолш во второй, а Надин Койл и Сара Хардинг в третий. Видео представляет собой пародию на дуэт Run DMC и Aerosmith, с Girls Aloud в роли Aerosmith и Sugababes в роли Run DMC. В конце клипа появляются знаменитости, в числе которых Davina McCall, Лили Коул, Ewen Macintosh, Jocelyn Jee Esien, Ruby Wax, Graham Norton, Stephen Mangan, Oliver Chris, и Natalie Cassidy, а затем зрители бросают красными носами в исполнительниц.

### Позиции вчартах
| Чарты (2007)                   | Позиция занятое место |
| ------------------------------ | --------------------- |
| Великобритания                 | 1                     |
| Сербия                         | 8                     |
| Хорватия                       | 11                    |
| Ирландия                       | 14                    |
| Румыния                        | 54                    |
| Великобритания — Download чарт | 2                     |